# Garita Collado
Garita Collado es una montaña situada entre los valles de Cieza y Buelna, en el límite entre los municipios cántabros de Cieza y Los Corrales de Buelna, en España. En parte destacada del cerro hay un vértice geodésico, a unos metros de un refugio montañero y junto a un monolito. Marca una altitud de 699,20 m s. n. m. en la base del pilar. Se asciende fácilmente desde Collado de Cieza.